# Andrzej Jasiński
Andrzej Jasiński (Częstochowa, 23 ottobre 1936) è un pianista polacco.
Ha studiato a Katowice con Władysława Markiewiczówna, diplomandosi nel 1959, ed a Parigi (1960-1961) con Magda Tagliaferro.

## Carriera
Nel 1960 ha vinto il primo premio a Barcellona al Concorso Maria Canals.
Nel 1961 ha debuttato in Italia, a Torino, con l'Orchestra Sinfonica Nazionale della RAI diretta da Carlo Zecchi, ed in seguito in Polonia ed in vari paesi. Sempre nello stesso anno ha iniziato la sua attività pedagogica a Katowice,
Nel 1973 ha ottenuto la cattedra di pianoforte e nel 1976 ha ricevuto il titolo di professore.
Dal 1979 al 1982 ha insegnato alla Hochschule für Musik a Stoccarda.
Dal 2017 insegna presso l'Accademia del Ridotto di Stradella.
È stato l'insegnante di Krystian Zimerman (Premio Chopin nel 1975).

## Premi e onorificenze
Ha ricevuto per quattro volte un premio speciale dal Ministro della Cultura della Polonia. I suoi allievi hanno ricevuto numerosi premi in concorsi pianistici.
È membro delle giurie dei concorsi internazionali di Varsavia, Parigi, Bruxelles, Mosca, Tokyo, Bolzano, Rabat ecc.
Tiene corsi di interpretazione pianistica a Varsavia, Salisburgo, in Giappone e in America del Sud.